# Als der Weihnachtsmann vom Himmel fiel (Roman)
Als der Weihnachtsmann vom Himmel fiel ist ein Kinderbuch von Cornelia Funke. Es erzählt eine abenteuerliche Weihnachtsgeschichte, in der zwei Kinder einen Weihnachtsmann und seine Engel und Kobolde vor einem bösen Weihnachtsmann retten, der den Zauber des Weihnachtsfestes zugunsten von Konsum und Profit zerstören will. Das Buch wird ab acht Jahren empfohlen. Es erschien erstmals 1994 im Dressler Verlag mit Illustrationen der Autorin und ab 2001 mit Illustrationen von Regina Kehn. Seither erschien es in zahlreichen Auflagen, wurde in mehrere Sprachen übersetzt und zweimal verfilmt.

## Handlung
Niklas Julebukk ist der letzte echte Weihnachtsmann. Früher reisten die Weihnachtsmänner in der Vorweihnachtszeit mit ihren Engeln umher und hörten den Träumen der Kinder zu, um ihre Wünsche zu erfahren. Die gewünschten Spielsachen fertigten Weihnachtskobolde an. Besonderen Wert legten die Weihnachtsmänner darauf, auch auf die immateriellen Wünsche der Kinder zu achten und ihnen dabei zu helfen, dass sie in Erfüllung gehen. Seit Waldemar Wichteltod und seine Armee von Nussknackern die Herrschaft über das Weihnachtsland an sich gerissen haben, wird dort nur noch auf Effizienz und Gewinnmaximierung geachtet. Geschenke werden nun nur noch industriell hergestellt. Bestellungen werden nur von Erwachsenen angenommen, die dazu angeregt werden, immer teurere Geschenke zu bestellen. Die Wünsche der Kinder werden nicht mehr berücksichtigt. Die wenigen Weihnachtsmänner, die Widerstand leisteten, verfolgte Waldemar Wichteltod. Er verwandelte sie in Schokoladenweihnachtsmänner und ihre Engel in Baumschmuck und schlachtete ihre magischen Rentiere. Niklas Julebukk konnte mit dem einzigen überlebenden Rentier namens Sternschnuppe, den Engeln Matilda und Emmanuel und einer Schar Kobolde fliehen. Sie reisen in einem fliegenden Bauwagen, der innen größer ist als außen und eine Geschenkewerkstatt beherbergt. Da Weihnachten naht, sind sie auf der Suche nach einer ruhigen, von Wichteltod vernachlässigten Gegend, in der sie unentdeckt Kinderwünsche erfüllen können. Während eines Gewitters geht ihr Bauwagen kaputt und sie stürzen ab. Dabei erschreckt sich das Rentier Sternschnuppe und flieht.
In der Nachbarschaft, in der Julebukk und seine Begleiter gelandet sind, lernen sie zwei Kinder kennen: Ben freut sich auf Weihnachten und leidet darunter, dass seine Eltern keine Freude an der Weihnachtszeit haben, gestresst sind und Schnee hassen. Charlotte ist neu in der Nachbarschaft, wird in der Schule gehänselt und fühlt sich einsam. Ben möchte mit Charlotte, die er flüchtig aus der Schule kennt, anfangs nichts zu tun haben. Während die Kobolde den Bauwagen reparieren, helfen die Kinder, das entlaufene Rentier einzufangen. Bei diesem gemeinsamen Abenteuer beginnen sie, sich anzufreunden.
Als ein Mitschüler Ben damit aufzieht, dass er noch an den Weihnachtsmann glaube, sagt Ben, er kenne den Weihnachtsmann persönlich, und behauptet, er könne dafür sorgen, dass es in den nächsten Tagen schneit. Die beiden Jungen schließen eine Wette ab. Ben erzählt Julebukk von seinem Wunsch nach Schnee. Auch Charlotte wünscht sich Schnee zu Weihnachten. Da Julebukk keinem Kind einen Wunsch abschlagen kann, beschließt er, es schneien zu lassen. Dazu muss er allerdings mit Hilfe einer magischen Schneemaschine Schnee aus dem Weihnachtsland beschaffen. In seinem Bauwagen befindet sich eine Tür zum Weihnachtsland, die er aber nicht durchqueren kann, da Wichteltods Armee dort nach ihm fahndet. So begeben sich Ben und Charlotte ins Weihnachtsland. Dort geraten sie in einen Hinterhalt und können mit Julebukks Hilfe nur knapp Wichteltods Nussknackern entkommen.
Nach Bens und Charlottes Ausflug durch die Tür kennt Wicheltod nun Julebukks Aufenthaltsort. Er sucht ihn in seinem Wohnwagen auf, um ihn wie alle anderen aufmüpfigen Weihnachtsmänner in Schokolade zu verwandeln. Mit vereinten Kräften gelingt es Julebukk, den Engeln, den Kobolden und den Kindern, Wichteltod zu besiegen. Anstelle von Julebukk wird daraufhin Wichteltod selbst zu Schokolade.
Charlotte und Ben, die inzwischen eng befreundet sind, verbringen die letzten Tage vor Weihnachten voller Vorfreude. Heiligabend verbringt Ben einen langweiligen Tag mit seinen gestressten und schlecht gelaunten Eltern. Zum Erstaunen der Eltern besuchen am späten Abend Julebukk und die Engel die Familie. Julebukk bringt nicht nur für Ben Geschenke, sondern ausnahmsweise auch für die Erwachsenen. Bens Eltern sind so verzaubert von der Musik der Engel und den magischen Spielsachen aus der Werkstatt der Kobolde, dass sie ihre kindliche Freunde an Weihnachten zurückgewinnen. So geht Bens größter Wunsch, dass seine Familie Weihnachten gemeinsam genießen kann, in Erfüllung.
Um Mitternacht reist Julebukk mit den Engeln und Kobolden ab, um Winterschlaf zu halten. Er kündigt an, neue Weihnachtsmänner in Ausbildung zu nehmen, um so die alten Bräuche im Weihnachtsland wiederzubeleben, und im nächsten Jahr wiederzukommen.

## Themen
Das zentrale Thema des Buchs ist die Vereinnahmung der Weihnachtszeit durch Konsum und Profitgier. Dabei sind es die Erwachsenen, die die Freuden des Weihnachtsfestes nicht mehr zu schätzen wissen. Im Vordergrund stehen nicht die religiösen Aspekte des Weihnachtsfestes, die im Buch keine Rolle spielen, sondern die Bedeutung von Weihnachten als Kinder- und Familienfest. So leiden die Kinder am meisten unter dem Verlust der Weihnachtsstimmung. Weitere Themen sind Freundschaft und Zusammenarbeit: Der Weihnachtsmann allein ist nicht in der Lage, den Zauber der Weihnachtszeit zu retten, aber gemeinsam mit den Kindern gelingt es ihm. Ben muss seine Vorbehalte gegenüber Mädchen im Allgemeinen und Charlotte im Besonderen hinterfragen und gewinnt dabei eine gute Freundin. Auch Julebukk und seine treuen Begleiter wissen die Freundschaft der Kinder zu schätzen und setzen sogar ihr Leben aufs Spiel, um ihnen zu Weihnachten eine Freude zu machen.

## Adaptionen
Als der Weihnachtsmann vom Himmel fiel wurde mehrfach für Theater und Film adaptiert.
Die Verfilmung Als der Weihnachtsmann vom Himmel fiel von Oliver Dieckmann
kam 2011 ins Kino. Begleitend zum Film erschien eine Hörspieladaption im Verlag Oetinger audio.
2007 adaptierte Martin Stefaniak das Buch als Puppenspiel für die Augsburger Puppenkiste, die das Stück zehn Jahre später unter der Regie von Martin Stefaniak und Julian Köberer als Kinofilm produzierte. 2017 wurde der Puppenfilm Als der Weihnachtsmann vom Himmel fiel – wie im Jahr zuvor die Puppenspiel-Verfilmung Die Weihnachtsgeschichte – an den Adventssonntagen im Kino gezeigt. Es ist der dritte Langspielfilm der Augsburger Puppenkiste. Auch hierzu erschien eine Hörspielproduktion mit Martina Gedeck als Erzählerin.
Eine Theaterbearbeitung des Buches wurde 2014 unter der Regie von Frauke Thielecke in den Hamburger Kammerspielen uraufgeführt.

## Ausgaben
- Erstausgabe, Dressler Verlag, 1994, ISBN 978-3-7915-0447-6
- Neuausgabe, Dressler Verlag, ab 2001, ISBN 978-3-7915-0461-2
- Hörbuch, gelesen von Karl Menrad mit Musik von Jens Kronbügel, Jumbo Verlag, 2005, ISBN 978-3-8337-1359-0